# Модель Шокли — Рида — Холла
Модель Шокли — Рида — Холла (ШРХ) (модель рекомбинации Шокли — Рида — Холла) — модель безызлучательной рекомбинации свободных носителей в полупроводниках с участием уровней в запрещённой зоне. Электрон при переходе между зонами проходит через новое энергетическое состояние (локализованное состояние), созданное в запрещенной зоне легирующей примесью или дефектом в кристаллической решетке; такие энергетические состояния называются ловушками. Безызлучательная рекомбинация в полупроводниках происходит в основном на таких дефектах. Высвободившаяся энергия теряется на колебания решетки — фононы.
Поскольку ловушки могут поглощать разницу в импульсе между носителями, модель ШРХ является доминирующим процессом рекомбинации в кремнии и других материалах с непрямой запрещённой зоной. Однако рекомбинация с помощью ловушек также может доминировать в материалах с прямой запрещённой зоной в условиях очень низкой плотности носителей (очень низкий уровень инжекции) или в материалах с высокой плотностью ловушек, таких как перовскиты. Процесс назван в честь Уильяма Шокли, Уильяма Торнтона Рида и Роберта Н. Холла, опубликовавших его в 1962 году.

## Описание

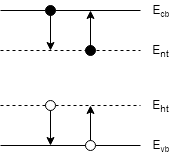
Захват электронов и дырок в модели Шокли-Рид-Холла

В модели ШРХ с уровнями ловушек могут произойти четыре события:
- Электрон в зоне проводимости может быть захвачен на состояние внутри запрещённой зоны.
- Электрон может перейти в зону проводимости с уровня ловушки.
- Дырка в валентной зоне может быть захвачена ловушкой. Это аналогично заполненной ловушке, которая теряет электрон.
- Захваченная дырка может перейти в валентную зону. Аналогично захвату электрона из валентной зоны.

Когда рекомбинация носителей происходит через ловушки, мы можем заменить валентную плотность состояний плотностью внутри запрещённой зоны. Множитель {\displaystyle p(n)} заменяется плотностью захваченных электронов/дырок {\displaystyle N_{t}(1-f_{t})}.
{\displaystyle R_{nt}=B_{n}nN_{t}(1-f_{t})\,,}
где {\displaystyle N_{t}} — плотность состояний ловушки и {\displaystyle f_{t}} — вероятность заполнения этого состояния. Рассматривая материал, содержащий ловушки обоих типов, мы можем определить два коэффициента захвата {\displaystyle B_{n},B_{p}} и два коэффициента освобождения ловушек {\displaystyle G_{n},G_{p}}. В равновесии как захват, так и освобождение от захвата должны быть сбалансированы ({\displaystyle R_{nt}=G_{n}} и {\displaystyle R_{pt}=G_{p}}). Тогда четыре скорости как функция {\displaystyle f_{t}} имеют вид:
{\displaystyle {\begin{array}{l l}R_{nt}=B_{n}nN_{t}(1-f_{t})&G_{n}=B_{n}n_{t}N_{t}f_{t}\\R_{pt}=B_{p}pN_{t}f_{t}&G_{p}=B_{p}p_{t}N_{t}(1-f_{t})\end{array}}\,,}
где {\displaystyle n_{t}} и {\displaystyle p_{t}} — концентрации электронов и дырок, когда квазиуровень Ферми совпадает с энергией ловушки. В установившемся режиме полная скорость рекомбинации электронов должна совпадать с полной скоростью рекомбинации дырок, другими словами: {\displaystyle R_{nt}-G_{n}=R_{pt}-G_{p}}. Это исключает вероятность заполнения {\displaystyle f_{t}} и приводит к выражению Шокли — Рида — Холла для рекомбинации с участием ловушек:
{\displaystyle R={\frac {np}{\tau _{n}(p+p_{t})+\tau _{p}(n+n_{t})}}\,,}
где среднее время жизни электронов и дырок определяется как
{\displaystyle \tau _{n}={\frac {1}{B_{n}N_{t}}},\quad \tau _{p}={\frac {1}{B_{p}N_{t}}}\,.}

## Виды ловушек

### Электронные ловушки против дырочных ловушек
Несмотря на то, что все события рекомбинации можно описать в терминах движения электронов, принято визуализировать различные процессы в терминах возбуждённых электронов и электронных дырок, которые они оставляют после себя. В этом контексте, если уровни-ловушки близки к зоне проводимости, они могут временно захватывать возбуждённые электроны или, другими словами, они являются электронными ловушками. С другой стороны, если их энергия лежит близко к валентной зоне, они становятся ловушками для дырок.

### Мелкие ловушки против глубоких ловушек
Различие между мелкими и глубокими ловушками обычно делается в зависимости от того, насколько близко электронные ловушки расположены к зоне проводимости, а дырочные ловушки — к валентной зоне. Если разница между ловушкой и зоной меньше, чем тепловая энергия k B T, часто говорят, что это мелкая ловушка. В качестве альтернативы, если разница больше, чем тепловая энергия, это называется глубокой ловушкой. Это различие полезно, потому что неглубокие ловушки легче опорожнять и, следовательно, они часто не так вредны для работы оптоэлектронных устройств.

## Поверхностная рекомбинация
Рекомбинация с помощью ловушек на поверхности полупроводника называется поверхностной рекомбинацией. Это происходит, когда ловушки на поверхности или границе раздела полупроводников или рядом с ними образуются из-за оборванных связей, вызванных внезапным нарушением трансляционной симметрии кристалла полупроводника. Поверхностная рекомбинация характеризуется скоростью поверхностной рекомбинации, которая зависит от плотности поверхностных дефектов. В таких приложениях, как солнечные элементы, поверхностная рекомбинация может быть доминирующим механизмом рекомбинации из-за сбора и извлечения свободных носителей на поверхности. В некоторых применениях солнечных элементов слой прозрачного материала с большой шириной запрещённой зоны, также известный как оконный слой, используется для минимизации поверхностной рекомбинации. Методы пассивации также используются для минимизации поверхностной рекомбинации.